# شاهین موسایف
شاهین موسایف (ترکی آذربایجانی: Şahin Musayev Xeyrəddin oğlu؛ زادهٔ) سیاست‌مدار اهل کشور جمهوری آذربایجان است.